# Shukō Murase
Shuko Murase est un character designer et réalisateur japonais qui a officié dans de nombreux animes et films d'animation.

## Filmographie

### Réalisateur
- 2002 : Witch Hunter Robin
- 2004 : Samurai champloo
- 2006 : Ergo Proxy
- 2009 : Michiko to Hatchin
- 2015 : Gangsta
- 2017 : Genocidal Organ
- 2021 : Mobile Suit Gundam : L'Éclat de Hathaway

### Character Designer
- Gasaraki
- Street Fighter II: The Movie
- Vampire Hunter
- Ronin Warriors
- Mobile Suit Gundam Wing: Operation Meteor
- Mobile Suit Gundam Wing: Endless Waltz
- Gundam Wing

### Animateur
- Mobile Suit Gundam F91
- Mobile Suit Victory Gundam